# Cantó de Le Mans-Nord-Ville
El cantó de Le Mans-Nord-Ville és un cantó francès del departament de Sarthe, situat al districte de Le Mans. Compta amb part del municipi de Le Mans.

## Municipis
- Le Mans (barris de Villaret, Gazonfier, Yzeuville i Clairefontaine)

## Història
| Data d'elecció                           | Identitat          | Partit           | Qualitat |
| ---------------------------------------- | ------------------ | ---------------- | -------- |
| 1982-                                    | Jean-Marie Geveaux | RPR, després UMP |          |
| les dades anteriors no són pas conegudes |                    |                  |          |
|                                          |                    |                  |          |

## Demografia
| A partir de 1990: Població sense dobles comptes |